# Оваље
Оваље (шп. Ovalle) је општина у Чилеу. По подацима са пописа из 2002. године број становника у месту је био 66.405.

## Демографија
| 2002.  |
| ------ |
| 66.405 |